# Hrafn heimski Valgarðsson
Hrafn heimski Valgarðsson (Valgardhsson, n. 870) fue un caudillo vikingo de Trondheim, Noruega y uno de los primeros colonos en fundar un asentamiento en Eyjafjöll, entre Kaldaklofsár y Lambafellsár, Rangárvallasýsla en Islandia. Su hacienda se encontraba en Rauðafelli y fue el primer goði del clan familiar de los Dalverjar. La estirpe de Hrafn era de las más nobles de la isla, tenía vínculos familiares con la realeza danesa que lo relacionaban con Hrœrekr slöngvanbaugi y Harald Hilditonn. Entre sus descendientes se encuentran Mord Valgarsson y Sæmundr fróði.

## Goðar
Según la saga de Njál con su hijo Jörundur goði Hrafnsson (n. 905), nace una dinastía de poderosos goði de la región: Úlfur aurgoði Jörundsson (940 - 1010), y Runólfur Úlfsson. El hermano de Runólfur goði, Svartur Úlfsson (n. 968), fue un bóndi de Rangárvalla y aparece citado en la saga de Hænsna-Þóris.